# Censual de entre Lima e Ave
O censual de entre Lima e Ave é um importante manuscrito do fim do século XI. O seu estudo e publicação foram determinantes para pôr fim à tese do despovoamento ou Teoria do ermamento na região de Entre Douro e Minho durante a guerra de reconquista. Foi escrito em letra carolina e é composto por quatro tiras de pergaminho (231,2 por 14 cm) cozidas entre si e com pequenas sobreposições. Documento do Cartório do Cabido de Braga, é hoje conservado no Arquivo Distrital de Braga.

## Origem
O manuscrito é um censo das paróquias entre os rios Lima e Ave, com o valor do imposto devido ao Cabido da Sé de Braga, elaborado no tempo do bispo D. Pedro de Braga, entre 1085 e 1089, no seu esforço de reorganização da arquidiocese após a sua restauração em 1071. E poderá certamente ser uma pequena parte dum censo geral desaparecido dessa arquidiocese.

## Conteúdo
| “ | Exemplo das informações do censual, com algumas paróquias do vale do Homem, hoje concelho de Vila Verde (as paróquias encontram-se listadas por ordem, de jusante a montante): - 486-De Sancto Johanne de Conciliario .............II modios - 487-De Sancto Vicenti de Ripa de Homine ......II modios - 488-De Sancto Adriano do Monte.....................III bracales - 489-De Sancto Micahel de Onoriz.....................I modium | ” |
|   | — Transcrição do cónego Avelino de Jesus da Costa. |   |

O imposto era pago em grão, em modium ou moio, uma medida de capacidade de origem romana (aproximativamente 54 litros) ou em bracales ou bragal (7 ou 8 varas de tecido de linho grosso). De um modo geral, havia na altura mais paróquias do que hoje - algumas desapareceram, transformadas em simples lugares, como é o caso no exemplo citado, de Santo Adriano do Monte, hoje lugar de Crasto.